# قطار تل أبيب الخفيف

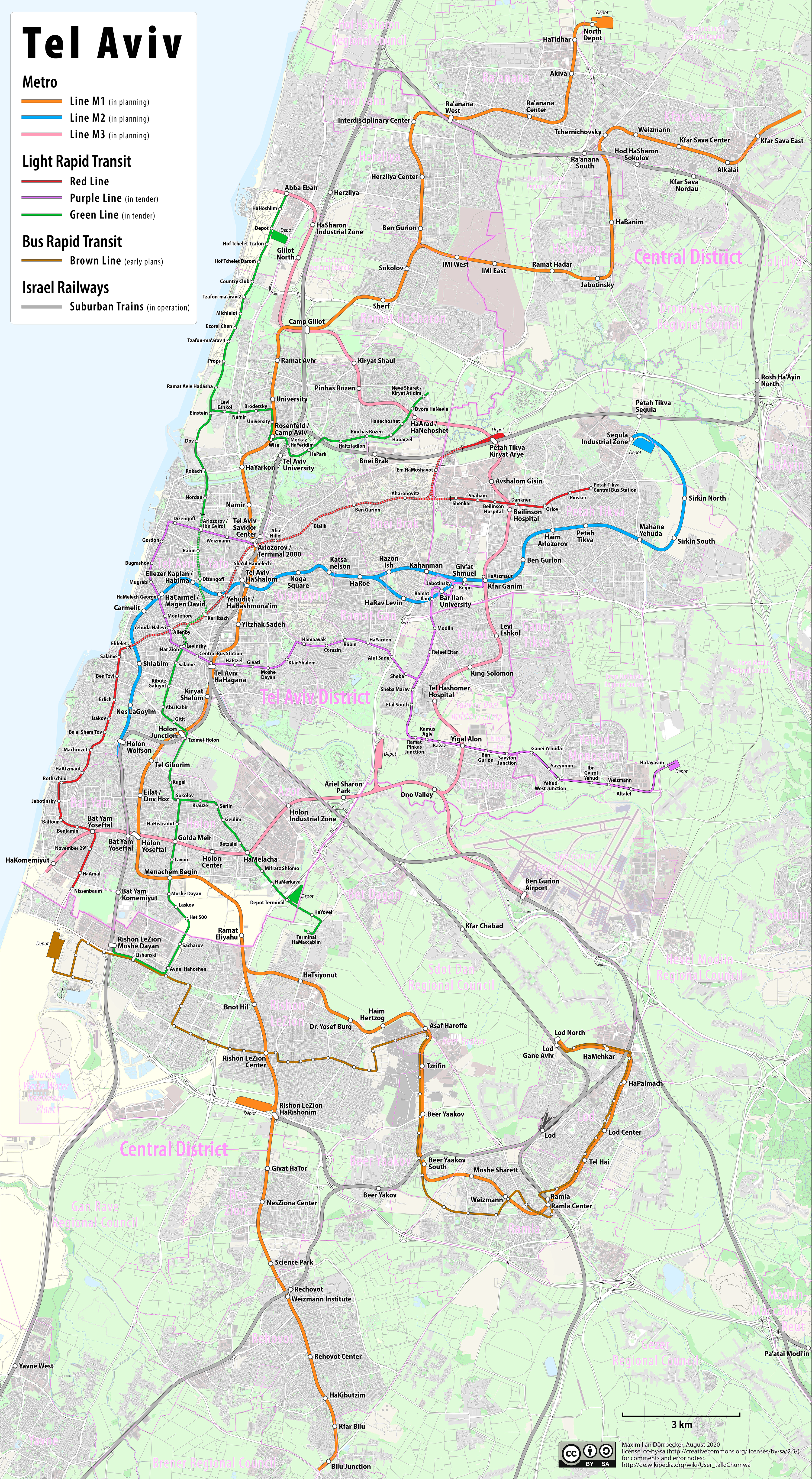
شبكة النقل السريع في غوش دان.

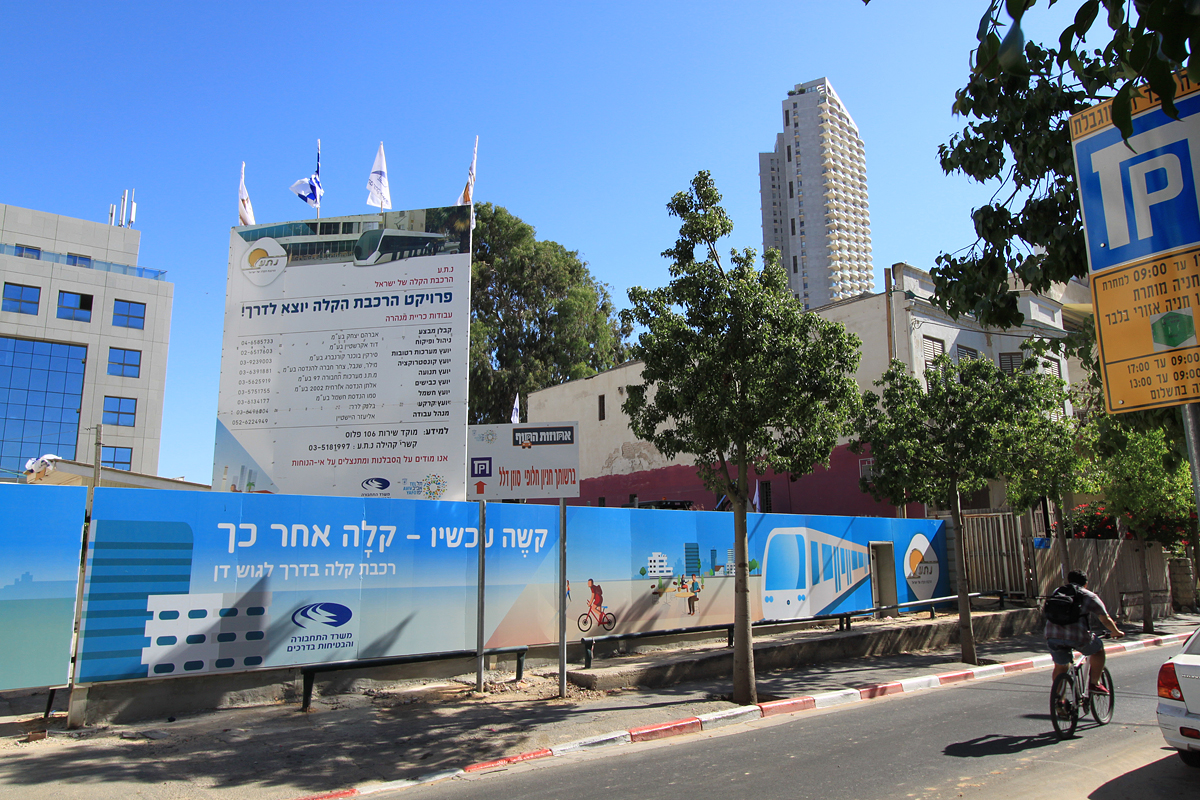
موقع إنشاء سكة القطار الخفيف في شارع يهودا هليفي في تل أبيب.

قطار تل أبيب الخفيف (بالعبرية: הרכבת הקלה בתל אביב) ويُعرف أيضًا بالاسم دانكال (بالعبرية: דנקל) هو نظام نقل عام يخدم منطقة تل أبيب (غوش دان). اعتبارًا من عام 2023، هناك خطين سكة حديد تحت الإنشاء وواحد مفتوح للجمهور. بدأ العمل على الخط الأحمر – وهو الأول في المشروع – في 21 سبتمبر 2011 بعد سنوات من الأعمال التحضيرية والعديد من التأخيرات. اُفتتح الخط الأحمر في 18 أغسطس 2023. بدأ العمل على الخط الأرجواني في ديسمبر 2018، بينما بدأ العمل على الخط الأخضر في يناير 2019.

## التسمية
في شهر أكتوبر من عام 2020 أُعلن عن اختيار اسم "دانكال" لمشروع القطار الخفيف في تل أبيب، وهو مزيجًا لفظيًا يجمع بين "دان" – بإشارةٍ إلى منطقة غوش دان – و"كال"، وهي كلمة عبرية تعني "خفيف". وذلك استجابةً لطلب وزيرة المواصلات – ميري ريغيف – التي طالبت شركة "نتاع" المُشرفة على المشروع بتغيير الاسم المقترح سابقًا – MetroTLV – إلى اسم يحمل طابعًا عبريًا. اقترحت شركة نتاع اسم دانكال، وقد نال موافقة وزيرة المواصلات. اُستبعدت كلمة "مترو" من الاسم النهائي لأنها توحي بأن النظام عبارة عن مترو أنفاق، بينما هو في الواقع قطار خفيف.

## الخطوط
| الخط          | الطول                    | الحالة      | الافتتاح      | المدن الرئيسية                                               | المحطات النهائية                                                                                         | عدد المحطات       |
| ------------- | ------------------------ | ----------- | ------------- | ------------------------------------------------------------ | --- | ----------------- |
| الخط الأحمر   | 24 كم (12 كم تحت الأرض)  | في الخدمة   | 18 أغسطس 2023 | تل أبيب، بيتح تكفا، بني براك، رمات غان، بات يام              | محطة باصات بيتح تكفا ● مستودع كريات آريه (بيتح تكفا) نيسنبويم (بات يام)                                  | 34 (10 تحت الأرض) |
| الخط الأخضر   | 39 كم (4.5 كم تحت الأرض) | قيد الإنشاء | 2028          | تل أبيب، هرتسليا، حولون، ريشون لتسيون                        | هرتسليا بيتوح ● جامعة تل أبيب مستودع حولون ● موشيه دايان (ريشون لتسيون)                                  | 62 (4 تحت الأرض)  |
| الخط البنفسجي | 27 كم                    | قيد الإنشاء | 2026          | تل أبيب، رمات غان، كريات أونو، غفعات شموئيل، أور يهودا، يهود | مفرق تياسيم (يهود) ● منطقة ياحالوم الصناعية (أور يهودا) ● جامعة بار إيلان (رمات غان) أرلوزوروف (تل أبيب) | 43                |